# راسموس هانسن
راسموس هانسن (بالدنماركية: Rasmus Hansen)‏ (15 فبراير 1979 بالدنمارك - ) هو لاعب كرة قدم دانمركي في مركز الوسط. لعب مع نادي راندرس ونادي سيلكيبورج ونادي فالور وBrabrand IF ‏.

## وصلات خارجية
- راسموس هانسن على موقع قاعدة بيانات كرة القدم.إي يو (الإنجليزية)